# 聖加百利 (蘇奇特佩克斯省)
聖加百利（西班牙語：San Gabriel），是危地馬拉的城鎮，位於該國西南部，由蘇奇特佩克斯省負責管轄，面積16平方公里，海拔高度294米，2002年人口3,966，人口密度每平方公里247.88人。
14°31′N 91°31′W / 14.517°N 91.517°W